# I Капучини (Терамо)
I Капучини (итал. I Cappuccini) је насеље у Италији у округу Терамо, региону Абруцо.
Према процени из 2011. у насељу је живело 1 становника. Насеље се налази на надморској висини од 318 м.